# Air Libya
Air Libya – prywatnia libijska linia lotnicza z siedzibą w Bengazi.

## Flota
Flota Air Libya.
- 1 BAe 146-300
- 2 Boeing 727-200
- 1 Boeing 737-200
- 2 Bombardier Dash 8
- 1 Fokker 100
- 5 Jak-40
- 1 Pilatus Porter PC-6
- 1 De Havilland Canada Dash 6 - Twin Otter